# 皆川治広

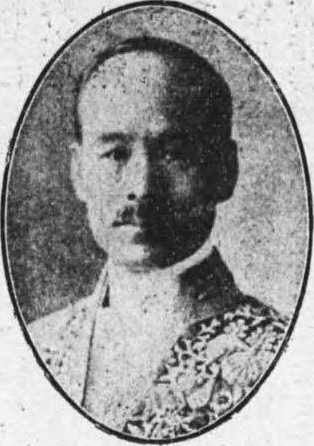
皆川治広

皆川 治廣（みながわ はるひろ、1875年（明治8年）3月7日 - 1958年（昭和33年）3月7日）は、司法官僚、検事、判事。

## 経歴
愛媛県松山市出身。旧制第一高等学校を経て、1903年（明治36年）に東京帝国大学法科大学を卒業し、司法官試補として大阪地方裁判所に勤務した。翌年、日露戦争が勃発すると第四軍司令部附国際法顧問として従軍した。
1906年（明治39年）、大阪地方裁判所予備検事となり、小倉区裁判所検事、東京地方裁判所検事を歴任した。1910年（明治43年）、ブリュッセルで開催された万国刑法会議に出席した後、フランス・ドイツ・スイスに留学した。1913年（大正2年）に帰国後、司法書記官・大臣官房職員課長に任命され、法律取調委員会幹事も務めた。1921年（大正10年）には大審院検事となり、翌年に司法省人事局長に就任した。1923年（大正12年）に広島控訴院検事長となり、1927年（昭和2年）に名古屋控訴院検事長に転じた。
1931年（昭和6年）には司法次官に就任した。司法次官在任中に千葉県小金町（現在の松戸市）に思想犯の転向を目的とした大孝塾という私塾を開いている。1934年（昭和9年）、岡田内閣成立とともに司法次官から判事に転じ、東京控訴院長に就任した。1937年（昭和12年）、退官。その後は東京市教育局長を務めた。
戦後は公職追放され、弁護士として活動した。

## 著書
- 『思想問題に就いて』（新更会刊行部、1938年）
- 『血の力』（平凡社、1940年）